# 미국 문화 정보국

미국 문화 정보국(United States Information Agency, USIA)은 1953년부터 1999년까지 운영된 공공외교 업무를 전담하는 미국 정부 기관이었다.
제2차 세계 대전 이후 전 세계 미국 대사관에서 운영되던 기존 미국 정보 서비스(United States Information Service, USIS) 포스트가 USIA의 현장 운영 사무소가 되었다. 1978년에 USIA는 국무부 교육문화국과 합병되어 USICA(United States International Communications Agency)라는 새로운 기관이 되었다. USIA(United States Information Agency)라는 이름의 사용은 1982년에 복원되었다.
1999년 조지 W. 부시 대통령의 정보기관 개편에 앞서 빌 클린턴 대통령은 USIA의 문화교류 및 비방송 정보 기능을 미 국무부 산하 공공외교 및 공무담당 차관에게 맡겼다. 그리고 지금은 독립 기관인 국제방송국(International Broadcasting Bureau)이 있다. USIA의 방송 기능은 1994년에 창설된 방송 이사회로 이전되었다.
USIA가 국무부와 합병된 이후, 미국 공관의 공공외교 및 공보 부서가 이 업무를 수행해 왔다. 1999년 USIA가 폐지되면서 USIS 직책은 다시 국무부에서 운영하게 되었다.